# Drymeia xinjiangensis
Drymeia xinjiangensis är en tvåvingeart som beskrevs av Qian och Fan 1981. Drymeia xinjiangensis ingår i släktet Drymeia och familjen husflugor. Inga underarter finns listade i Catalogue of Life.